# Mr. Trot
Mr. Trot (korejsky: 미스터트롯) je jihokorejská pěvecká reality show vysílaná v roce 2020 na stanici TV Chosun. V pořadu soutěžili mužští zpěváci, zpívající trot. Ženy měly vlastní pořad s názvem Miss Trot. Cílem pořadu bylo vzbudit v lidech již upadající lásku k tomuto hudebnímu žánru a vytvořit novou generaci trotových zpěváků. Vítězem se stal Im Jong-ung, na druhém místě se umístil Jong-tak.
Mr. Trot se stal jedním z nejpopulárnějších pořadů v Koreji. Od prosince 2020 je to nejvýše hodnocený pořad v historii kabelové televize v Jižní Koreji.